# The Linq
The Linq Hotel & Casino, tidigare Flamingo Capri, Imperial Palace Hotel and Casino och The Quad Hotel and Casino, är både ett kasino och hotell som ligger utmed gatan The Strip i Paradise, Nevada i USA. Den ägs och drivs av Caesars Entertainment Corporation. Hotellet har 2 640 hotellrum.

## Historik
Kasinot har sitt ursprung från 1959 när motellet Flamingo Capri uppfördes till en kostnad på $2 miljoner. 1971 blev det uppköpt av Ralph Engelstad, som redan ägde ett annat kasino i Kona Kai Motel, och som såg till att Flamingo Capri fick ett kasino året efter. Kasinot expanderade två gånger och fick totalt 300 hotellrum 1974 och 600 hotellrum 1977. 1976 hade Best Western tagit över driften för hotellverksamheten.

Den 1 november 1979 invigdes kasinot med namnet Imperial Palace Hotel and Casino och hade ett asiatiskt tema. Imperial uppförde två höghus i anslutning till kasinot och där antalet hotellrum utökades 1981 med 850 rum och 1982 med ytterligare 650 rum, detta resulterade i att Imperial hade då fler än 1 500 hotellrum till sitt förfogande. Under större delen av 1980-talet var Imperial i blickfånget för kontroverser, två gäster som blev attackerade av okänd gärningsman; kasinot förstörde bevis för att dölja bristfällig säkerhet, anställda tvingades till tjänstledighet efter de pratade öppet om kasinots brister. Den kontrovers som fick störst uppmärksamhet var när anställda kontaktade delstaten Nevadas spelkommission Nevada Gaming Control Board (NGCB) och lokal media om att Engelstad hade anordnat två fester med temat Nazityskland under andra världskriget på kasinot. De nämnde även att det skulle finnas en utställningshall där med samlingsverk och souvenirer från just nazisterna, en målning föreställande Engelstad i naziuniform likt Nazitysklands högste ledare Adolf Hitler. Detta fick nationell uppmärksamhet och spelkommissionen hotade med att dra in hans spellicens och utfärda böter. Engelstad hävdade att det var ett historiskt intresse och inte för att glorifiera Nazityskland, NGCB beslutade att han fick behålla spellicensen men bötfälldes på $1,5 miljoner vilket är en av de högsta böterna som kommissionen har utfärdat. 1986 uppfördes det ett nytt höghus för hotellrum med anslutning till Imperial utöver det så utökade man spelytan för hasardspel och ytan för deras konferensanläggning. Året efter uppfördes det ett till höghus där hotellrumskapaciteten ökades med 547 till 2 637 hotellrum. 2002 avled Engelstad av lungcancer och ägarskapet i kasinot överfördes till stiftelsen Ralph Engelstad and Betty Engelstad Trust.

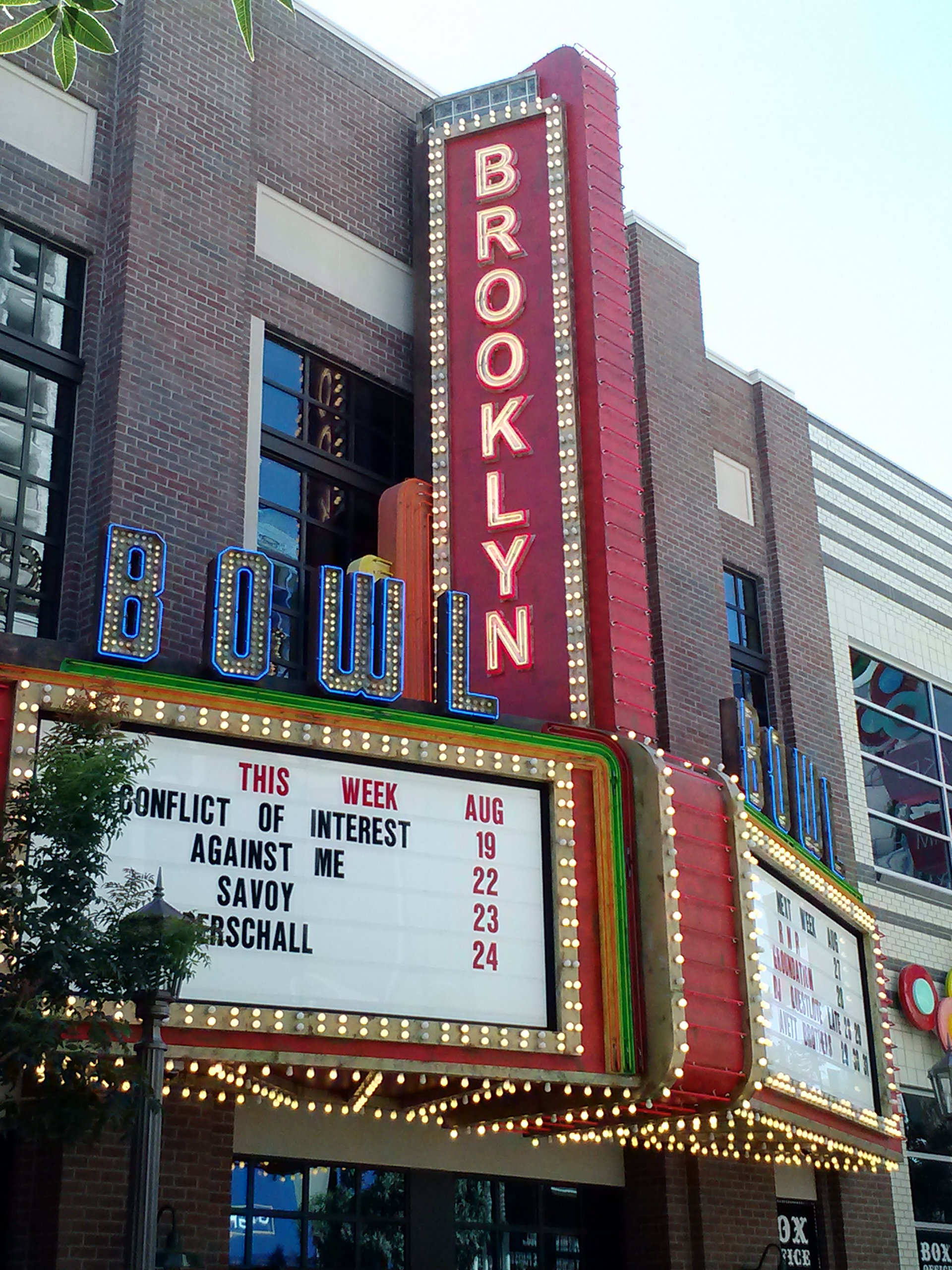
Brooklyn Bowl år 2014

Den 22 augusti 2005 meddelade Harrah's Entertainment att man hade för avsikt att köpa kasinot för $370 miljoner det blev officiellt den 23 december 2005. I augusti 2011 meddelade Caesars att man skulle genomföra en större renovering av kasinot  till en kostnad på $550 miljoner och kommer att få ett nytt namn. Den 17 september 2012 avslöjade Caesars att den skulle heta The Quad Resort and Casino, vilket blev officiellt den 21 december. Den 27 december 2013 invigdes kasinot O'Sheas Casino i The Quads lokaler. I juli 2014 meddelade dem igen att The Quad skulle heta The Linq Hotel & Casino efter att en ytterligare renovering genomfördes till en kostnad för $223 miljoner. En annan attraktion som uppfördes vid renoveringen var pariserhjulet High Roller som invigdes 2014. Kasinot blev officiellt The Linq den 30 oktober.

## Shower och underhållare
The Imperial Theatre-showrummet, med 850 platser, öppnades i juni 1980. Det presenterade dansshowen Bravo Vegas, med Engelstad som verkställande producent. Legends in Concert öppnade på Imperial Palace i maj 1983. Showen inkluderade musikaliska framträdanden av kändis-impersonatörer och skulle fortsätta att spelas på Imperial Palace i nästan 26 år. 2007 var Legends in Concert den tredje längst spelade showen på Las Vegas Strip. 2009 flyttade showen till en uppdaterad plats på Harrah's.
I juli 2003 öppnade Imperial Palace casino sitt Legends Pit, uppkallat efter Legends in Concert. Den inkluderade kändis-impersonatörer som blackjack-återförsäljare, kända som Dealertainers. Resortscheferna kom på konceptet efter att ha sett en Elvis-imitatör på Las Vegas Strip. Dealertainers impersonerade kändisar som Michael Jackson, Cher, Britney Spears och Buddy Holly. Förutom att vara återförsäljare skulle de också ge musikaliska framträdanden på en central scen. Caesars meddelade plötsligt upphörandet av Dealertainer Pit den 8 september 2014 utan förklaring.
Musikgruppen Human Nature uppträdde på Imperial Palace från 2009 till 2012. Under den tiden bytte det 653-platser stora showrummet namn till Human Nature Theater.
I februari 2010 började Frank Marino en show med titeln Divas Las Vegas, där han impersonerade flera kvinnliga sångerskor som Beyoncé och Cher. Marino och Caesars kom överens om att avsluta showen 2018 efter att han av misstag misslyckades med att göra en regelbunden donation till Make-A-Wish Foundation.
Jonglören och komikern Jeff Civillico började en show på Quad 2012. Det 2 000-platser stora Brooklyn Bowl-scenen öppnade på Linq Promenade i mars 2014, med Elvis Costello och The Roots som de första underhållarna att uppträda där. Magikern Mat Franco började en show på Linq Resort 2015 med titeln Mat Franco: Magic Reinvented Nightly. Resorts showrum namngavs efter honom 2017.